# 親衛隊第34師
党卫队第34 “尼德兰国土风暴” 志愿掷弹兵师（德語： 是二战期间纳粹德国武装党卫军的一个师。该师是通过将党卫队尼德兰风暴志愿旅升级为一个师而成立的。它由荷兰背景的志愿兵组成，在二战期间主要在西线作战，据估计，其战斗力量从未超过一个旅。 

## 指挥官
- 马丁·克罗瑟尔（1944年11月5日-1945年5月8日）

## 註腳
1. ↑  Official designation in German language as to „Bundesarchiv-Militärarchiv“ in Freiburg im Breisgau, stores of the Wehrmacht and Waffen-SS.